# Mistrovství světa juniorů v biatlonu 2019
Mistrovství světa juniorů v biatlonu 2019 se konalo od 27. ledna do 3. února 2019 ve slovenském Breznu-Osrblie. Na programu bylo celkem 16 závodů: štafety, závody ve sprintech, stíhací závody a vytrvalostní závody – vše zvlášť pro muže a ženy, juniory/juniorky a dorostence/dorostenky.

## Stupně vítězů českých reprezentantů

### Individuální
| Umístění | Reprezentant       | Disciplína         | Kategorie  | Datum          |
| -------- | ------------------ | ------------------ | ---------- | -------------- |
| bronz    | Jakub Kocián       | vytrvalostní závod | dorostenci | 27. ledna 2019 |
| stříbro  | Tereza Voborníková | vytrvalostní závod | dorostenky | 27. ledna 2019 |
| stříbro  | Tereza Voborníková | stíhací závod      | dorostenky | 3. února 2019  |